# Gérard Gaudet
 (décembre 2017).
Si vous disposez d'ouvrages ou d'articles de référence ou si vous connaissez des sites web de qualité traitant du thème abordé ici, merci de compléter l'article en donnant les références utiles à sa vérifiabilité et en les liant à la section « Notes et références ».
Gérard Gaudet est un professeur et économiste québécois.

## Biographie
Gérard Gaudet est  un professeur et un chercheur de stature internationale spécialisé dans l’économie des ressources naturelles et de l’environnement. Économiste de formation, il a obtenu son doctorat à l’Université de Pennsylvanie en 1972. Ses travaux portent sur l’analyse de ressources naturelles telles que les réserves de pétrole et de minerais, les forêts et l’accumulation de gaz à effet de serre. Gérald Gaudet a été directeur du Département de sciences économiques de l’Université de Montréal où il a créé l’Atelier d’économie des ressources naturelles et de l’environnement de Montréal afin de donner aux étudiants une tribune pour présenter leurs travaux. Il est chercheur au Centre interuniversitaire de recherche en économie quantitative (CIREQ) depuis 2000. Au cours de sa carrière, il a été professeur et chercheur invité dans des universités prestigieuses, a collaboré à de nombreux journaux scientifiques, a présidé la Société canadienne des sciences économiques (1983-1984) ainsi que l’Association canadienne d’économique (2006-2007) et a été élu membre de la Société royale du Canada en 2005.

## Prix et honneurs
- 1972 - Prix William Polk Carey, pour meilleure thèse de doctorat, département d'économie de l'Université de la Pennsylvanie
- 2005 - Membre de la Société royale du Canada